# Nový Zéland na Letních olympijských hrách 2012
Nový Zéland se účastnil Letní olympiády 2012. Zastupovalo ho 184 sportovců v 16 sportech.

## Medailisté
| Medaile | Jméno                                                                      | Sport      | Soutěž                       |
| ------- | -------------------------------------------------------------------------- | ---------- | ---------------------------- |
| Zlato   | Nathan Cohen Joseph Sullivan                                               | Veslování  | muži dvojskif                |
| Zlato   | Hamish Bond Eric Murray                                                    | Veslování  | muži dvojka bez kormidelníka |
| Zlato   | Mahé Drysdale                                                              | Veslování  | muži skif                    |
| Zlato   | Valerie Adamsová                                                           | Atletika   | Ženy vrh koulí               |
| Zlato   | Jo Aleh Olivia Powrie                                                      | Jachting   | ženy 470 class               |
| Zlato   | Lisa Carringtonová                                                         | Kanoistika | ženy K-1 200 m               |
| Stříbro | Peter Burling Blair Tuke                                                   | Jachting   | 49er class                   |
| Stříbro | Sarah Walker                                                               | Cyklistika | ženy BMX                     |
| Bronz   | Andrew Nicholson Jonathan Paget Caroline Powell Jonelle Richards Mark Todd | Jezdectví  | družstvo                     |
| Bronz   | Juliette Haighová Rebecca Scownová                                         | Veslování  | ženy dvojka bez kormidelníka |
| Bronz   | Sam Bewley Aaron Gate Westley Gough Marc Ryan Jesse Sergent                | Cyklistika | muži družstvo                |
| Bronz   | Peter Taylor Storm Uru                                                     | Veslování  | muži dvojskif lehkých vah    |
| Bronz   | Simon van Velthooven                                                       | Cyklistika | muži keirin                  |